# Cephalaria salicifolia
Cephalaria salicifolia là một loài thực vật có hoa trong họ Kim ngân. Loài này được Post mô tả khoa học đầu tiên năm 1889.